# Cécile De Wilde
Cécile De Wilde (Ukkel, 14 maart 1990) is een Belgisch volleybalster.

## Levensloop
De Wilde begon met volleyballen op achtjarige leeftijd bij Union Drogenbos en later VC Body Province uit Sint-Agatha-Berchem. Op twaalfjarige leeftijd sloot ze aan bij VC Tubeke en vervolgens bij ASVC Chapelle. In 2008 ging ze aan de slag bij Barbãr Ixelles, alwaar ze vier seizoenen actief was. Aansluitend hierop kwam ze uit voor Hermes Volley Oostende.
In 2014 maakte ze overstap naar de Franse competitie, waar ze de kleuren van Istres Provence Volley verdedigde. Vervolgens was ze er aan de slag bij Terville-Florange OC, Nîmes VB en Le Cres VB.
Haar zus Laurence is ook actief in het volleybal.